# Kanton Pfeddersheim
Der Kanton Pfeddersheim (franz.: Canton de Pfeddersheim) war eine von zehn Verwaltungseinheiten, in die sich das Arrondissement Speyer im Departement Donnersberg gliederte. Der Kanton war in den Jahren 1798 bis 1814 Teil der Französischen Republik (1798–1804) und des Napoleonischen Kaiserreichs (1804–1814).
Nachdem die Region Rheinhessen 1816 zum Großherzogtum Hessen gekommen war, wurden die Kantone zunächst beibehalten und waren Teile der Verwaltungsstruktur bis 1835.
Der Kanton Pfeddersheim lag im heutigen Gebiet des Landkreises Alzey-Worms und der Stadt Worms in Rheinland-Pfalz.

## Gemeinden und Mairies
Nach den amtlichen Tabellen aus den Jahren 1798 und 1811 gehörten zum Kanton Pfeddersheim die folgenden Gemeinden, die verwaltungsmäßig Mairies zugeteilt waren (Ortsnamen in der damaligen Schreibweise); die Einwohnerzahlen sind einer Statistik von 1815 entnommen; die Spalte „vor 1792 zugehörig“ nennt die landesherrliche Zugehörigkeit vor der französischen Inbesitznahme.
| Gemeinde                 | Mairie                   | Einwohner- zahl 1815 | vor 1792 zugehörig                           | Anmerkungen                           |
| ------------------------ | ------------------------ | -------------------- | -------------------------------------------- | ------------------------------------- |
| Bermersheim              | Bermersheim              | 250                  | Kurpfalz                                     |                                       |
| Dalsheim                 | Dalsheim                 | 518                  | Kurpfalz                                     | seit 1969 Gemeinde Flörsheim-Dalsheim |
| Enzheim                  | Gundersheim              | n. a.                | Kurpfalz                                     |                                       |
| Gundersheim              | Gundersheim              | 850                  | Kurpfalz                                     |                                       |
| Gundheim                 | Gundheim                 | 440                  | Freiherr von Greiffenclau                    |                                       |
| Heppenheim an der Wiese  | Heppenheim               | 1.190                | Kurpfalz                                     | seit 1969 Stadtteil von Worms         |
| Herrnsheim               | Herrnsheim               | 1.160                | Freiherr von Dalberg                         | seit 1942 Stadtteil von Worms         |
| Hochheim                 | Hochheim                 | 562                  | Kurpfalz                                     | seit 1898 Stadtteil von Worms         |
| Hohensülzen              | Hohensülzen              | 430                  | Grafschaft Falkenstein (Habsburg-Lothringen) |                                       |
| Horchheim                | Horchheim                | 774                  | Hochstift Worms                              | seit 1942 Stadtteil von Worms         |
| Kriegsheim               | Kriegsheim               | 500                  | Kurpfalz                                     | seit 1969 Ortsteil von Monsheim       |
| Leiselheim               | Leiselheim               | 561                  | Kurpfalz                                     | seit 1942 Stadtteil von Worms         |
| Mölsheim                 | Mölsheim                 | 500                  | Kurpfalz                                     |                                       |
| Mörstadt                 | Mörstadt                 | 430                  | Kurpfalz                                     |                                       |
| Monsheim                 | Monsheim                 | 650                  | Graf von Leiningen-Dagsburg-Hardenburg       |                                       |
| Neuhausen                | Neuhausen                | 320                  | Hochstift Worms                              | seit 1898 Stadtteil von Worms         |
| Niederflörsheim          | Niederflörsheim          | 602                  | Kurpfalz                                     | seit 1969 Gemeinde Flörsheim-Dalsheim |
| Oberflörsheim            | Oberflörsheim            | 850                  | Kurpfalz                                     |                                       |
| Offstein                 | Offstein                 | 600                  | Kurpfalz                                     |                                       |
| Pfeddersheim             | Pfeddersheim             | 1.500                | Kurpfalz                                     | seit 1969 Stadtteil von Worms         |
| Pfiffligheim             | Pfiffligheim             | 770                  | Kurpfalz                                     | seit 1898 Stadtteil von Worms         |
| Wachenheim an der Pfrimm | Wachenheim an der Pfrimm | 500                  | Graf von Leiningen-Westerburg                |                                       |
| Weinsheim                | Wiesoppenheim            | 300                  | Hochstift Worms                              | seit 1942 Stadtteil von Worms         |
| Wiesoppenheim            | Wiesoppenheim            | 388                  | Hochstift Worms                              | seit 1969 Stadtteil von Worms         |

Anmerkungen:
1. ↑  Die Einwohnerzahl von Enzheim ist bei Gundersheim enthalten.

## Geschichte
Vor der Annexion des linken Rheinufers im Ersten Koalitionskrieg (1794) gehörte der 1798 eingerichtete Verwaltungsbezirk des Kantons Pfeddersheim hauptsächlich zur Kurpfalz, mehrere Orte gehörten dem Hochstift Worms und einzelne Dörfer gehörten zu verschiedenen kleineren Herrschaften.
Von der französischen Direktorialregierung wurde 1798 die Verwaltung des linken Rheinufers nach französischem Vorbild reorganisiert und damit u. a. eine Einteilung in Kantone übernommen. Die Kantone waren zugleich Friedensgerichtsbezirke. Der Kanton Pfeddersheim gehörte zum Arrondissement Speyer im Département Donnersberg.
Nachdem im Januar 1814 die Alliierten das linke Rheinufer wieder in Besitz gebracht hatten, wurde im Februar 1814 das Département Donnersberg und damit auch der Kanton Pfeddersheim Teil des provisorischen Generalgouvernements Mittelrhein. Nach dem Pariser Frieden vom Mai 1814 wurde dieses Generalgouvernement im Juni 1814 aufgeteilt, die rechts der Mosel liegenden Kantone wurden der neu gebildeten Gemeinschaftlichen Landes-Administrations-Kommission zugeordnet, die unter der Verwaltung von Österreich und Bayern stand. Während der österreichisch-bayerischen Verwaltung gehörte der Kanton Pfeddersheim zum Arrondissement bzw. zum Kreis Speyer.
Auf dem Wiener Kongress 1815 war dem Großherzog von Hessen eine Länderfläche im ehemaligen Departement Donnersberg mit 140.000 Seelen zugesprochen worden (Artikel 47 des Hauptvertrages). In einem am 30. Juni 1816 mit Österreich und Preußen geschlossenen Staatsvertrag erfolgten die näheren Festlegungen über das Territorium der nachherigen Provinz Rheinhessen im Großherzogtum Hessen, zu dem auch der Kanton Pfeddersheim gehörte.

## Rheinhessischer Kanton Pfeddersheim
Als verwaltungsmäßige Einteilung der Provinz Rheinhessen wurden zunächst die Kantone aus der französischen Verwaltungsstruktur beibehalten. Der Kanton Pfeddersheim hatte 1834 denselben Gebietsstand wie in der französischen Zeit.
Am 5. Februar 1835 wurden die elf Kantone durch vier Kreise ersetzt. Aus den Kantonen Osthofen, Pfeddersheim und Worms wurde der Kreis Worms gebildet.